# Ipotesi di censura cosmica

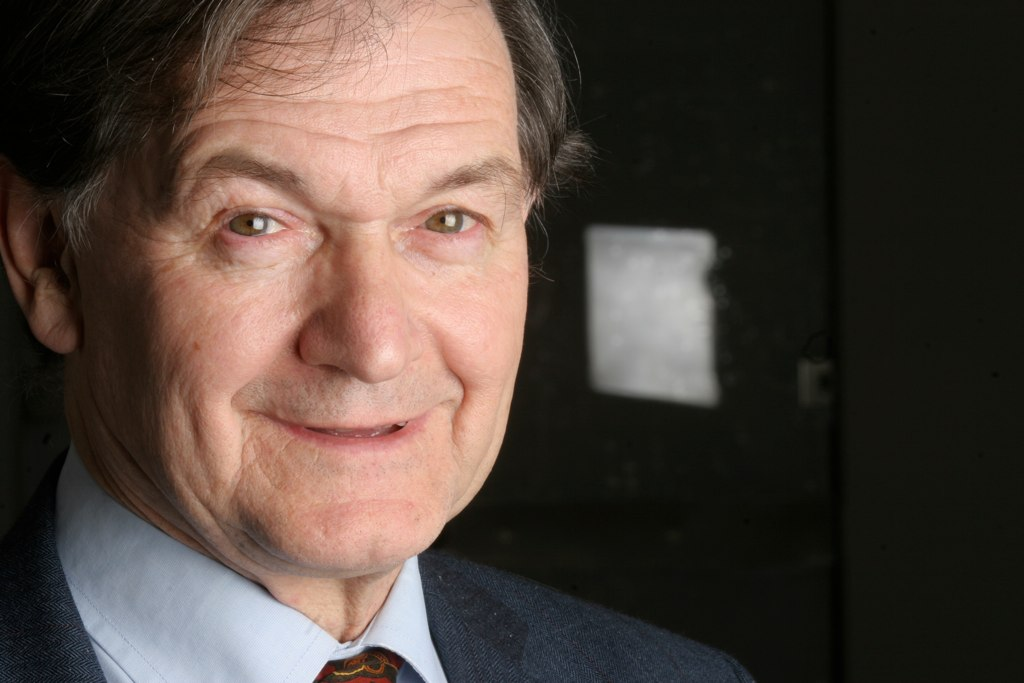
Roger Penrose nel 2005, il quale fu il primo a formulare l'ipotesi nel 1969

L'ipotesi di censura cosmica, nelle due forme debole e forte, è una congettura matematica sulla struttura delle singolarità che si ottengono nel contesto della teoria della relatività generale.

## Storia e prima formulazione
L'ipotesi di censura cosmica debole fu avanzata per la prima volta da Roger Penrose nel 1969, ed è parafrasabile con la seguente frase: "Dio aborre una singolarità nuda". In altri termini, le singolarità prodotte dal collasso gravitazionale si verificano solo in luoghi dove sono pudicamente nascoste a ogni osservatore esterno.
Questa ipotesi protegge gli osservatori che rimangono all'esterno del buco nero dalle conseguenze del venir meno della predicibilità che si verifica nella singolarità, ma non comporta nessun beneficio del genere per chiunque cada dentro il buco.

### Descrizione delle singolarità
Le singolarità che si ottengono nelle soluzioni delle equazioni einsteiniane sono tipicamente nascoste oltre l'orizzonte degli eventi, e quindi non possono essere viste dal resto dello spazio-tempo. Le singolarità che non sono nascoste sono dette nude. Le singolarità nude, creano grossi problemi di validità del modello Standard in grado di descrivere le interazioni tra materia ed energia; a livello quantistico ci sono delle incongruenze, che si manifestano in presenza di punti di singolarità. E Roger Penrose dimostrò che le singolarità sono inevitabili in ogni collasso gravitazionale, e  che queste sono sempre protette da un orizzonte degli eventi; fatto che poteva essere visto come molto allarmante, tuttavia in R.G. queste salvaguardano tutte quelle che sono le leggi della fisica. La presenza dell'orizzonte degli eventi scherma di fatto la presenza del punto a densità e curvatura infinita, agli occhi e agli strumenti di misura, di qualsiasi osservatore esterno, permettendo così la validità delle leggi fisiche al di fuori del buco nero.

### Relazione con la censura cosmica forte
L'ipotesi di censura cosmica forte afferma invece che la relatività generale è una teoria deterministica, nello stesso senso in cui lo è la meccanica classica: in altre parole, il destino degli osservatori è predicibile in linea di principio dai dati iniziali.
Nonostante il loro nome, le due forme dell'ipotesi sono indipendenti: esistono soluzioni delle equazioni dove ne vale una ma non l'altra, soluzioni in cui valgono entrambe, e soluzioni dove non ne vale nessuna.